# Jim Lachey
James Michael Lachey, detto Jim (St. Henry, 4 giugno 1963), è un ex giocatore di football americano statunitense che ha giocato nel ruolo di offensive tackle nella National Football League (NFL). Fu scelto nel corso del primo giro (12º assoluto) del Draft NFL 1985 dai San Diego Chargers. Al college giocò a football all'Università statale dell'Ohio venendo premiato come All-American.

## Carriera professionistica
Lachey fu scelto come dodicesimo assoluto del Draft 1985 dai San Diego Chargers, rimanendovi per tre stagioni e venendo convocato per il suo primo Pro Bowl nel 1987. Nel 1988 passò ai Los Angeles Raiders ma fu presto scambiato con i Washington Redskins in cambio del quarterback Jay Schroeder. Con essi, come parte della linea offensiva soprannominata "The Hogs", disputò le migliori annate della carriera, venendo convocato per altri due Pro Bowl e inserito per tre anni consecutivi nel First-team All-Pro dall'Associated Press. Nel 1991, Lachey contribuì alla vittoria del Super Bowl XXVI battendo i Buffalo Bills. Si ritirò dopo la stagione 1995.

## Palmarès
- Super Bowl : 1

Washington Redskins: Super Bowl XXVI
- National Football Conference Championship: 1

Washington Redskins: 1991

### Individuale
- Convocazioni al Pro Bowl: 3

1987, 1990, 1991
- First-team All-Pro: 3

1989, 1990, 1991
- Second-team All-Pro: 1

1987
- PFWA All-Rookie Team - 1985
- 70 Greatest Redskins

## Statistiche
| Partite totali    | 131 |
| Fumble recuperati | 3   |